# Ransta
Ransta – miejscowość (tätort) w Szwecji, w regionie administracyjnym (län) Västmanland, w gminie Sala.
Według danych Szwedzkiego Urzędu Statystycznego liczba ludności wyniosła: 850 (31 grudnia 2015), 856 (31 grudnia 2018) i 869 (31 grudnia 2019).